# Clasificación de UEFA para la Copa Mundial Femenina de Fútbol
La Clasificación UEFA para la Copa Mundial Femenina de Fútbol es un torneo internacional de selecciones femeninas nacionales de fútbol en Europa ,organizado por la Unión de Asociaciones Europeas de Fútbol (UEFA). Se lleva a cabo para determinar aquellas selecciones que participaran al principal torneo internacional oficial de fútbol femenino entre selecciones nacionales en el mundo, la Copa Mundial Femenina de Fútbol. 
Actualmente, participan cincuenta y tres equipos que disputan por ocho cupos. 

## Selecciones nacionales asociadas
Son 55 las asociaciones de fútbol que pertenecen a la UEFA, por ende todas pueden participar para la Clasificación de UEFA para la Copa Mundial Femenina de Fútbol. Sin embargo, hasta la fecha, 46 participantes es el récord registrado para el torneo, esto ocurrió para Copa Mundial Femenina de Fútbol de 2019.
Las representadas son todas las naciones geográficamente dentro de Europa a excepción de Vaticano y Mónaco, que tampoco están representadas ni en la FIFA ni en otra Confederación Continental de Fútbol. A estas se suman Armenia, Azerbaiyán y Georgia (ubicadas en el Cáucaso, se discute su pertenencia geográfica a Europa o Asia); Israel y Chipre (geográficamente en Asia, aunque políticamente siempre asociadas a Europa); y Rusia, Turquía y Kazajistán (mayormente en Asia y con una porción menor en Europa). Es importante mencionar que los cuatro países constituyentes del Reino Unido (Inglaterra, Escocia, Gales e Irlanda del Norte) participan de forma separada (esta excepcionalidad solo se da en fútbol, rugby, críquet y otros deportes cuyo origen sean de los países de la Commonwealth, incluido Reino Unido, o de Irlanda), y que el archipiélago autónomo de Islas Feroe compite de manera independiente a Dinamarca.

## Formato de competición
El campeonato se divide en tres fases, la Ronda preliminar, la Fase de grupos y los Play-offs.
La Ronda preliminar es disputada por las ocho peores selecciones nacionales divididas en dos zonas o grupos mediante el sistema de todos contra todos a una sola rueda, avanzando de fase los dos mejores de cada zona.
La Fase de grupos es la segunda etapa del campeonato, comenzó el 20 de septiembre del 2013 y está pensado finalice el 17 de septiembre del 2014. En esta participan las cuatro selecciones clasificadas de la ronda preliminar más las 38 restantes. Se disputará en siete zonas de seis mediante el sistema de todos contra todos a dos ruedas (local y visitante) dentro de cada zona. Clasificarán al mundial los mejores seleccionados de cada grupo.
Por otra parte, se confeccionará una tabla con los segundos de grupo, donde se tendrán en cuenta los enfrentamientos de cada grupo exceptuando contra los colistas (es decir, contra el 1.º, 3.º y 4.º) para determinar cuatro combinados que avanzarán a la fase de Play-offs.
Los Play-offs serán disputados por cuatro seleccionados donde los de mejor coeficiente enfrentarán a los de peor coeficiente en cruces de ida y vuelta. Los ganadores de los cruces avanzarán a una final donde el ganador ocupará el octavo cupo de la UEFA.
Régimen de desempates según la página oficial de UEFA

## Historia
La Clasificación de la UEFA para la Copa Mundial Femenina de Fútbol ha evolucionado en cantidad de equipos participantes y cupos disponibles. Las clasificatorias han sido ampliamente dominadas por las selecciones de Suecia, Alemania y Noruega, las dos últimas campeonas del mundo.
La primera clasificatoria consistió también en la Eurocopa Femenina 1991. Sería hasta la Copa Mundial Femenina de Fútbol de 1995 que la UEFA organizaría un torneo exclusivo para definir los clasificados a ese mundial. Desde 2015 existe una ampliación de cupos que permitió que otras selecciones como Países Bajos participaran en la copa mundial con resultados destacables. Un total de 12 Selecciones de futbol femenino han logrado clasificarse para la Copa Mundial Femenina de Fútbol. Con la ampliación de cupos para 2023, se espera ampliar los cupos disponibles para Europa.

## Clasificaciones europeas a las Copas del Mundo
Esta tabla muestra los principales resultados de las diversas ediciones.
| País                                                 | Equipo                                                                                                 | Vía de clasificación |
| ---------------------------------------------------- | --- | --- |
| China 1991 5 clasificados Detalles                   | Alemania Noruega Dinamarca Italia Suecia                                                               | Campeón Eurocopa Femenina Subcampeón Eurocopa Femenina Tercer lugar Eurocopa Femenina Cuarto lugar Eurocopa Femenina Mejor cuartofinalista eliminado Eurocopa Femenina. |
| Suecia 1995 6 clasificados Detalles                  | Suecia Alemania Noruega Dinamarca Inglaterra                                                           | Organizador de la copa del mundo Ganador llave 1 Ganador llave 2 Ganador llave 3 Ganador llave 4                                                                        |
| Estados Unidos 1999 6 clasificados Detalles          | Suecia Italia Noruega Dinamarca Alemania Rusia                                                         | Ganador grupo 1 Ganador grupo 2 Ganador grupo 3 Ganador grupo 4 Ganador Repesca Ganador Repesca                                                                         |
| Estados Unidos 2003 5 clasificados Detalles          | Noruega Suecia Rusia Alemania Francia                                                                  | Ganador grupo 1 Ganador grupo 2 Ganador grupo 3 Ganador grupo 4 Ganador Repesca                                                                                         |
| China 2007 5 clasificados Detalles                   | Noruega Suecia Dinamarca Alemania Inglaterra                                                           | Ganador grupo 1 Ganador grupo 2 Ganador grupo 3 Ganador grupo 4 Ganador grupo 5                                                                                         |
| Alemania 2011 5 clasificados Detalles                | Alemania Francia Inglaterra Noruega Suecia                                                             | Organizador de la copa del mundo Ganador llave 1 Ganador llave 2 Ganador llave 3 Ganador llave 4                                                                        |
| Canadá 2015 8 clasificados Detalles                  | Alemania España Suiza Suecia Noruega Inglaterra Francia Países Bajos                                   | Ganador grupo 1 Ganador grupo 2 Ganador grupo 3 Ganador grupo 4 Ganador grupo 5 Ganador grupo 6 Ganador grupo 7 Ganador Repesca                                         |
| Francia 2019 9 clasificados Detalles                 | Francia Inglaterra Escocia Noruega Suecia Alemania Italia España Países Bajos                          | Organizador de la copa del mundo Ganador grupo 1 Ganador grupo 2 Ganador grupo 3 Ganador grupo 4 Ganador grupo 5 Ganador grupo 6 Ganador grupo 7 Ganador Repesca        |
| Australia y Nueva Zelanda 2023 clasificados Detalles | España Alemania Irlanda Suiza Francia Italia Inglaterra Suecia Noruega Portugal Dinamarca Países Bajos | |

### Equipos clasificados
| País         | Part. | Mundiales                                       |
| ------------ | ----- | ----------------------------------------------- |
| Alemania     | 8     | 1991, 1995, 1999, 2003, 2007, 2011, 2015, 2019. |
| Noruega      | 8     | 1991, 1995, 1999, 2003, 2007, 2011, 2015, 2019. |
| Suecia       | 8     | 1991, 1995, 1999, 2003, 2007, 2011, 2015, 2019. |
| Inglaterra   | 5     | 1995, 2007, 2011, 2015, 2019.                   |
| Dinamarca    | 4     | 1991, 1995, 1999, 2007.                         |
| Francia      | 4     | 2003, 2011, 2015, 2019.                         |
| Italia       | 3     | 1991, 1999, 2019.                               |
| Rusia        | 2     | 1999, 2003.                                     |
| España       | 2     | 2015, 2019.                                     |
| Países Bajos | 2     | 2015, 2019.                                     |
| Suiza        | 1     | 2015.                                           |
| Escocia      | 1     | 2019.                                           |

## Estadísticas

### Goleadoras por edición
| \| Edición \| Jugadora \| Goles \| \| ------------------------------ \| ------------------------------- \| ----- \| \| China 1991 \| Heidi Mohr \| 4 \| \| Suecia 1995 \| Lena Videkull \| 3 \| \| Estados Unidos 1999 * \| Victoria Sandell \| 4 \| \| Estados Unidos 2003 \| Merete Pedersen Hanna Ljungberg \| 6 \| \| China 2007 \| Merete Pedersen \| 10 \| \| Alemania 2011 \| Adriana Martín \| 16 \| \| Canadá 2015 \| Vivianne Miedema \| 16 \| \| Francia 2019 \| Janice Cayman \| 10 \| \| Australia y Nueva Zelanda 2023 \| \| \| * Datos incompletos. Según lo registrado ella es la goleadora | Bandera de los Países Bajos · Bandera de España |       |
| Edición | Jugadora                                        | Goles |
| China 1991 | Heidi Mohr                                      | 4     |
| Suecia 1995 | Lena Videkull                                   | 3     |
| Estados Unidos 1999 * | Victoria Sandell                                | 4     |
| Estados Unidos 2003 | Merete Pedersen Hanna Ljungberg                 | 6     |
| China 2007 | Merete Pedersen                                 | 10    |
| Alemania 2011 | Adriana Martín                                  | 16    |
| Canadá 2015 | Vivianne Miedema                                | 16    |
| Francia 2019 | Janice Cayman                                   | 10    |
| Australia y Nueva Zelanda 2023 |                                                 |       |

## Cobertura Mediática
Por definir.